# 九龍巴士75K線
九龍巴士75K線是香港一條來往大美督及大埔墟站的巴士路線。
九龍巴士75P線則為75K線之輔助路線，但不途經大埔工業邨及大埔中心，祗於平日星期一至五上午由大美督開出一班單程前往大埔墟站。

## 歷史
- 1961年6月18日：本線投入服務，初時編號為25，往來大埔墟（位於靖遠街）及大尾篤（現稱大美督）。
- 1973年7月16日：配合九巴新界路線編號重組，本線改稱75線，並於假日加開新娘潭的特別班次（即275R的前身）。
- 1983年5月2日：配合電氣化列車貫通至大埔墟，本線改稱75K線。總站同時遷往大埔墟站。
- 1992年5月1日：本線與72K合併，路線改經大埔工業邨。
- 1999年2月1日：本線增派空調巴士行走。
- 2002年7月20日：本線改為全空調服務。
- 2013年10月25日：開辦特別線75P，逢星期一至五早上由大美督單程開往大埔墟站，不經大埔工業邨及大埔墟，公眾假期除外。
- 2014年12月18日：75K線增設到站時間預報。[2]
- 2015年9月5日：75P線增設到站時間預報。[3]

## 服務時間及班次
| 大美督開         | 大美督開            | 大美督開            | 大埔墟站開           | 大埔墟站開   | 大埔墟站開   |
| 日期             | 服務時間            | 班次（分鐘）        | 日期                 | 服務時間     | 班次（分鐘） |
| ---------------- | ------------------- | ------------------- | -------------------- | ------------ | ------------ |
| 星期一至五       | 05:30-06:45         | 15                  | 星期一至五           | 06:05-06:50  | 15           |
| 星期一至五       | 06:57、07:05、07:13 | 06:57、07:05、07:13 | 星期一至五           | 07:00        | 07:00        |
| 星期一至五       | 07:25-07:55         | 10                  | 星期一至五           | 07:10-08:40  | 15           |
| 星期一至五       | 07:55-13:25         | 15                  | 星期一至五           | 08:40-10:20  | 20           |
| 星期一至五       | 13:25-16:45         | 20                  | 星期一至五           | 10:20-11:05  | 15           |
| 星期一至五       | 16:45-17:30         | 15                  | 星期一至五           | 11:25、11:45 | 11:25、11:45 |
| 星期一至五       | 17:30-23:10         | 20                  | 星期一至五           | 12:00-00:00  | 20           |
| 星期一至五       | 23:40               |                     |                      |              |              |
| 星期六           | 05:30-07:30         | 20                  | 星期六、日及公眾假期 | 06:05-07:45  | 20           |
| 星期六           | 07:30-09:30         | 15                  | 星期六、日及公眾假期 | 07:45-19:00  | 15           |
| 星期六           | 09:50               | 09:50               | 星期六、日及公眾假期 | 19:00-00:00  | 20           |
| 星期六           | 10:05-19:50         | 15                  |                      |              |              |
| 星期六           | 20:10-23:10         | 20                  |                      |              |              |
| 星期六           | 23:40               |                     |                      |              |              |
| 星期日及公眾假期 | 05:30-07:30         | 20                  |                      |              |              |
| 星期日及公眾假期 | 07:30-09:30         | 15                  |                      |              |              |
| 星期日及公眾假期 | 09:50               |                     |                      |              |              |
| 星期日及公眾假期 | 10:05-20:20         | 15                  |                      |              |              |
| 星期日及公眾假期 | 20:20-23:40         | 20                  |                      |              |              |

75P
- 大美督開：
  - 星期一至五：07:20
  - 星期六、日及公眾假期13:00-20:00可按需要而提供服務

## 收費
| 路線 | 全程收費 | 分段收費                     |
| ---- | -------- | ---------------------------- |
| 75K  | $6.4     | - 大埔工業邨往大埔墟站：$5.8 |
| 75P  | $7.6     | - 不設分段收費               |

| - 本線設有12歲以下小童及65歲或以上長者半價優惠。 - 65歲或以上香港居民使用「樂悠咭」，以及12歲以下合資格殘疾兒童使用「殘疾人士身份」個人八達通繳付車資，均可享有每程$2.0或半價（以較低者為準）的票價優惠；12至64歲合資格殘疾人士使用「殘疾人士身份」個人八達通（包括「樂悠咭」），以及60至64歲香港居民使用「樂悠咭」繳付車資，均可享有每程$2.0或全費（以較低者為準）的票價優惠。 - 65歲或以上長者如使用長者或一般個人八達通繳付車資，則只可享有半價優惠；12至64歲合資格殘疾人士如不使用「殘疾人士身份」個人八達通，以及60至64歲人士如不使用「樂悠咭」繳付車資，必須繳付全費。 - 乘客可以現金或八達通於上車時付款，不設找續。 - 每位成人乘客可免費攜帶最多兩名4歲以下而不佔座位的兒童乘客乘車，超額之4歲以下小童必須繳付小童車費乘車。 - 持有「九巴月票」之乘客在車票有效期內，每日可享最多10程任何九龍巴士及龍運巴士路線（包括本路線，以及聯營路線的九龍巴士／龍運巴士提供的班次；惟乘搭機場「A」及「NA」線則可享原價二七折優惠（不會計算每天10次合資格車程））；而B1線則每日可享最多各2程（不會計算每天10次合資格車程）。 - 九龍巴士、城巴、龍運巴士及陽光巴士全職員工及家屬（不包括外判職員）可免費乘搭本路線，惟必須拍職員或職員家屬八達通。 - 乘客亦可透過多元化電子支付系統（e度嘟）繳付車資，包括使用非接觸式VISA卡、JCB卡、萬事達卡、銀聯卡、美國運通、大來國際、Discover Card、Apple Pay、Google Pay、Samsung Pay、AlipayHK「易乘碼」、支付寶、WeChatHK／微信支付「搭車碼」、銀聯雲閃付「乘車碼」及BOC Pay「乘車碼」。乘客使用此付款方式，使用此支付方式的乘客可享有中途下車之分段收費，以及與其他九巴／龍運獨營路線或聯營線九巴／龍運班次之轉乘優惠，惟不適用於與非九巴／龍運路線之轉乘優惠，亦不能享有「公共交通費用補貼計劃」及「長者及合資格殘疾人士公共交通票價優惠計劃」。 |

本線不設八達通轉乘優惠。

## 使用車輛
以前汀角路一帶只有本路線提供服務，長期都是以舊型巴士行走，早於1960年代已亞比安單層巴士開荒，1980年代改用重建車身的1949年至1950年代投入服務的丹拿A、1960年代丹拿C及F型短牛行走，1980年代末至1990年代採用利蘭勝利二型。勝利二型退役後，改派1980年代中出產的巴士，如賓士O305、都城嘉慕都城型等）。1999年，開始加入空調巴士行走（採用富豪奧林比安11米）。然而自2002年起，改為全空調服務並改為使用富豪奧林比安12米及富豪奧林比安11米行走。自同年起，由於進智公交開辦與本線路線相近的專線小巴20B、20C，而且會自行調整上述兩線班次故意搶客，因此本線改派低地台空調巴士行走（曾派當時簇新的歐3引擎丹尼士三叉戟），但本線於平日的乘客仍然大幅流失，班次仍舊疏落及缺乏轉車優惠成為本線的致命傷。
現時用車包括6輛Enviro500 MMC 12米（ATENU），均屬上水車廠。
| 車隊編號 | 車牌   |
| -------- | ------ |
| ATENU93  | SF3614 |
| ATENU101 | SF4894 |
| ATENU214 | SK8332 |
| ATENU259 | SN9652 |
| ATENU850 | TV9004 |
| ATENU857 | TW1243 |

## 行車路線
75K/75P
大美督開經：大美督路、汀角路、大貴街、大富街、大宏街、大發街、汀角路、大埔太和路、寶鄉橋、寶鄉街、廣福道、南運路及雅運路。
75P線依75K原有路線駛至汀角路後經完善路、大埔太和路、南運路、大埔公路—元州仔段、迴旋處、大埔公路—元州仔段，然後返回南運路75K原線，而不經有斜體字之路段。
大埔墟站開經：達運路、南運路、運頭街、鄉事會街、寶鄉街、寶鄉橋、大埔太和路、汀角路、大發街、大宏街、大富街、大貴街、汀角路及大美督路。

### 沿線車站
75K/75P
| 大美督開 | 大美督開           | 大美督開               | 大埔墟站開 | 大埔墟站開         | 大埔墟站開             |
| 序號     | 車站名稱           | 位置                   | 車站       | 車站名稱           | 位置                   |
| -------- | ------------------ | ---------------------- | ---------- | ------------------ | ---------------------- |
| 1        | 大美督巴士總站     | 大美督公共運輸交匯處   | 1          | 大埔墟站巴士總站   | 大埔墟站公共運輸交匯處 |
| 2        | 龍尾               | 汀角路                 | 2          | 大埔墟街市         | 運頭街                 |
| 3        | 龍尾村             | 汀角路                 | 3          | 寶鄉街             | 寶鄉街                 |
| 4        | 蘆慈田（龍尾泳灘） | 汀角路                 | 4          | 寶鄉橋             | 寶鄉街                 |
| 5        | 山寮               | 汀角路                 | 5          | 榮暉花園           | 汀角路                 |
| 6        | 汀角               | 汀角路                 | 6          | 太平工業中心       | 汀角路                 |
| 7        | 映月灣             | 汀角路                 | 7          | 富亨邨             | 汀角路                 |
| 8        | 犁壁山             | 汀角路                 | 8          | 怡雅苑             | 汀角路                 |
| 9        | 布心排             | 汀角路                 | 9          | 魚角               | 汀角路                 |
| 10       | 䃟頭角             | 汀角路                 | 10         | 大發街             | 大發街                 |
| 11       | 船灣               | 汀角路                 | 11         | 大宏街             | 大宏街                 |
| 12       | 三門仔路           | 汀角路                 | 12         | 大富街             | 大富街                 |
| 13*      | 雅景花園           | 汀角路                 | 13         | 大順街             | 大順街                 |
| 14*      | 露輝路             | 汀角路                 | 14         | 大埔東消防局       | 汀角路                 |
| 15*      | 大富街             | 大富街                 | 15         | 露輝路             | 汀角路                 |
| 16*      | 大順街             | 大富街                 | 16         | 雅景花園           | 汀角路                 |
| 17*      | 大宏街             | 大宏街                 | 17         | 三門仔路           | 汀角路                 |
| 18*      | 大發街             | 汀角路                 | 18         | 黃魚灘             | 汀角路                 |
| 19*      | 魚角               | 汀角路                 | 19         | 船灣               | 汀角路                 |
| 20*      | 救恩書院           | 汀角路                 | 20         | 䃟頭角             | 汀角路                 |
| 21*      | 怡雅苑             | 汀角路                 | 21         | 布心排             | 汀角路                 |
| 22*      | 大元邨             | 汀角路                 | 22         | 犁壁山             | 汀角路                 |
| 23*      | 沐恩中學           | 汀角路                 | 23         | 映月灣             | 汀角路                 |
| 24*      | 安慈路             | 汀角路                 | 24         | 汀角               | 汀角路                 |
| 25*      | 大埔舊墟公園       | 大埔太和路             | 25         | 山寮               | 汀角路                 |
| 26*      | 廣福道             | 廣福道                 | 26         | 蘆慈田（龍尾泳灘） | 汀角路                 |
| 27*      | 運頭角里           | 廣福道                 | 27         | 龍尾村             | 汀角路                 |
| #        | 廣福邨             | 大埔公路—元州仔段      | 28         | 龍尾               | 汀角路                 |
| 28       | 大埔墟站巴士總站   | 大埔墟站公共運輸交匯處 | 29         | 大美督巴士總站     | 大美督公共運輸交匯處   |

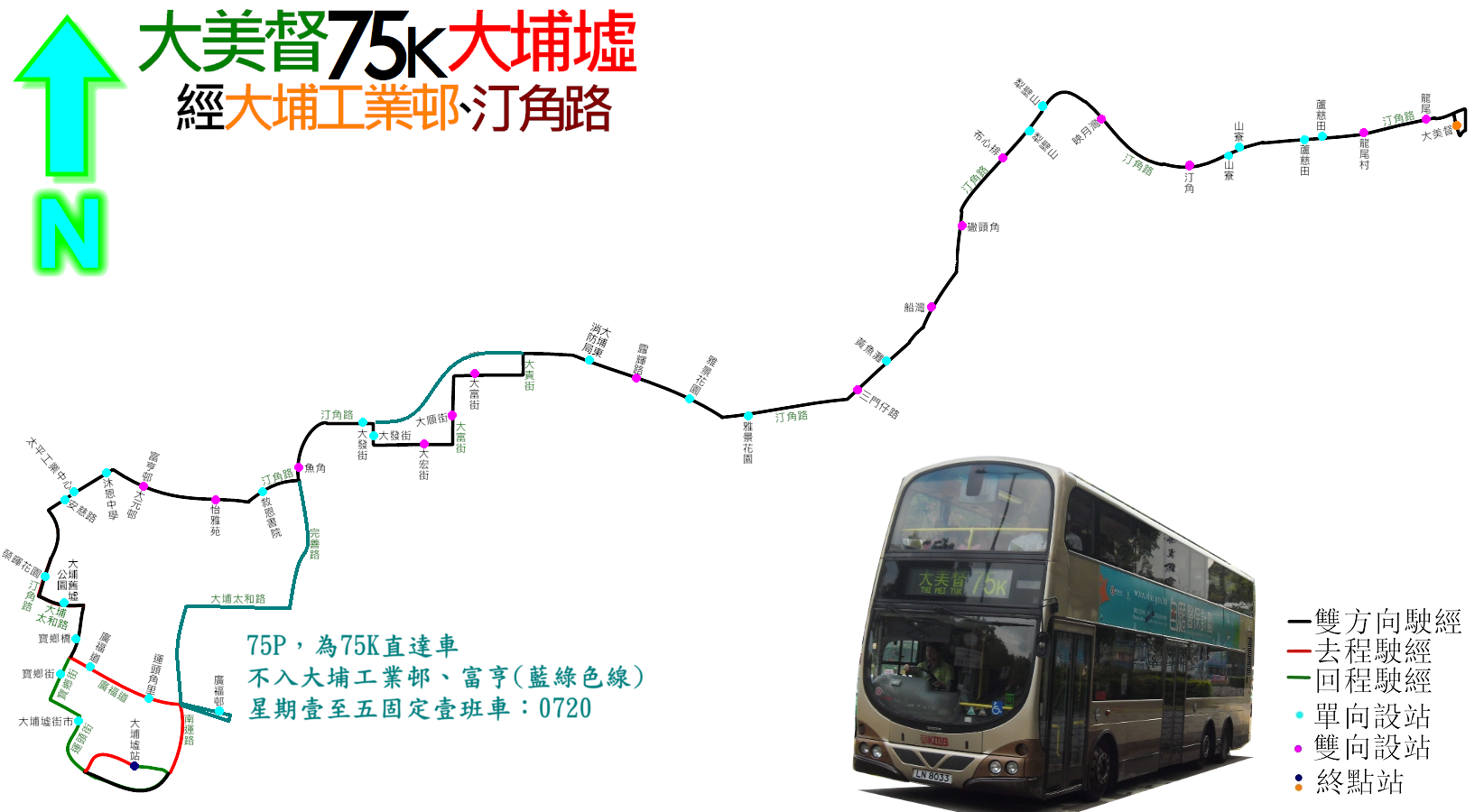
75K及75P的走線圖，當中藍綠線表示只有75P駛經，更突顯75P走線比75K直接

註：有#號之車站只限75P使用，且不停有*號之車站

## 客量
本路線主要為汀角路一帶居民提供接駁港鐵或其他對外巴士路線的服務，但汀角路一帶大部分是低密度的村屋，固定客量較低，而且本線受到班次頻密的小巴競爭，而且小巴亦提供不停站直達港鐵大埔墟站的服務，搶去了本路線的客源，因此本線客量僅屬一般。不過由於本路線深入大埔工業邨，有不少上班客會乘坐本線到工業邨一帶，而且在繁忙時間難以登上小巴，因此仍然出現頂閘的情況。至於假日，由於有不少市民到大美督郊遊，所以客量亦維持一定水平。

## 外部連結
- 九巴75K線 （页面存档备份，存于）